# Opilio monacanta
Opilio monacanta is een hooiwagen uit de familie echte hooiwagens (Phalangiidae).